# Chongde
Chongde (kinesiska: 崇德, 崇德镇) är en köping i Kina. Den ligger i provinsen Heilongjiang, i den nordöstra delen av landet, omkring 190 kilometer nordväst om provinshuvudstaden Harbin. Antalet invånare är 22 334. Befolkningen består av 10 850 kvinnor och 11 484 män. Barn under 15 år utgör 12,0 %, vuxna 15-64 år 80 %, och äldre över 65 år 6,0 %.
Runt Chongde är det ganska tätbefolkat, med 120 invånare per kvadratkilometer. Närmaste större samhälle är Tongda, 12,1 km söder om Chongde. Trakten runt Chongde består till största delen av jordbruksmark.
Genomsnittlig årsnederbörd är 857 millimeter. Den regnigaste månaden är juli, med i genomsnitt 268 mm nederbörd, och den torraste är januari, med 6 mm nederbörd.